# Jutiquile
Jutiquile är en ort i Honduras.   Den ligger i departementet Departamento de Olancho, i den centrala delen av landet, 140 km nordost om huvudstaden Tegucigalpa. Jutiquile ligger 363 meter över havet och antalet invånare är 3 585.
Terrängen runt Jutiquile är varierad. Runt Jutiquile är det ganska glesbefolkat, med 34 invånare per kvadratkilometer. Närmaste större samhälle är Juticalpa, 15,6 km väster om Jutiquile. Omgivningarna runt Jutiquile är en mosaik av jordbruksmark och naturlig växtlighet.